# Acacia splendens
Acacia splendens är en ärtväxtart som beskrevs av Bruce R. Maslin och C.P.Elliott. Acacia splendens ingår i släktet akacior, och familjen ärtväxter. Inga underarter finns listade i Catalogue of Life.